# Les Choses simples (film, 2023)
Pour les articles homonymes, voir Les Choses simples.
Pour plus de détails, voir Fiche technique et Distribution.
Les Choses simples est une comédie française réalisée par Éric Besnard et sortie en 2023.

## Synopsis
Vincent est un célèbre entrepreneur à qui tout réussit. Un jour, une panne de voiture sur une route de montagne interrompt provisoirement sa course effrénée. Pierre, qui vit à l'écart du monde moderne au milieu d'une nature sublime, lui vient en aide et lui offre l'hospitalité. La rencontre entre ces deux hommes que tout oppose va bouleverser leurs certitudes respectives. Et ils vont se surprendre à rire. Au fond, vivent-ils vraiment chacun les vies qu'ils ont envie de vivre ?

## Fiche technique
Sauf indication contraire, les informations mentionnées dans cette section peuvent être confirmées par les bases de données cinématographiques IMDb et Allociné,  présentes dans la section « Liens externes ».
- Titre original : Les Choses simples
- Réalisation : Éric Besnard
- Scénario : Éric Besnard
- Musique : Christophe Julien
- Direction artistique : Liza Weinland
- Décors : Bertrand Seitz
- Costumes : Anne-Sophie Gledhill
- Photographie : Jean-Marie Dreujou
- Son : Dominique Lacour et Vincent Montrobert
- Montage : Lydia Decobert
- Production : Pierre Forette, Vincent Roger et Thierry Wong
- Société de production :
- Société de distribution : SND
- Pays de production :  France
- Langue originale : français
- Format : couleur — 2,35:1
- Genre : Comédie
- Durée : 95 minutes (1 h 35)
- Budget : 5,9 millions d'€
- Dates de sortie :
  - France :
    - 18 janvier 2023 (Brignais)
    - 22 février 2023 (en salles)

## Distribution
Sauf indication contraire, les informations mentionnées dans cette section peuvent être confirmées par la base de données cinématographiques Allociné,  présente dans la section « Liens externes ».
- Lambert Wilson : Vincent
- Grégory Gadebois : Pierre
- Marie Gillain : Camille
- Betty Pierucci Berthoud : Zoé
- Magali Bonnat : Stella
- Antoine Gouy : Monceau
- Amandine Longeac : la jeune collaboratrice
- Deborah Lamy : la journaliste
- Pasquale d'Inca : le médecin
- Pascal Gimenez : Philippe
- Félix Fournier : le jeune attaché de presse

## Production

### Genèse et développement
Le réalisateur explique que l'idée du film lui est venue à travers trois éléments déclencheurs. Le premier est une passion pour le cinéma « simple » de John Ford, sujet d'une conversation avec le producteur Vincent Roger. Peu à peu l'échange avance et l'idée de raconter une histoire qui trouverait son élément déclencheur dans une rencontre fortuite, anodine, s'élabore. Le second élément vient de la pandémie de Covid. Le réalisateur est frappé par le rapport que la population entretient avec le début de la pandémie, où les gens dans la rue s'évitent. Enfin, le réalisateur avait une intense envie de tourner à nouveau avec l'acteur Grégory Gadebois, dont les contours du rôle dans le film avaient déjà été bien dessinés.
Dans l'écriture du script, le réalisateur et scénariste voulait « faire transparaître les deux facettes que l’on a chacun en nous ». Le cinéaste se dit également influencé par la presse et la perception dramatique qu'elle donne de la société ; la peur de l'autre qui en transparaît. Les deux personnages du film sont profondément opposés, mais les volontés de l'artiste étaient de confronter ces deux oppositions, de faire tomber les masques sociaux, pour voir si un début d'amitié est possible entre deux individus qui semblent frontalement opposés.

### Attribution des rôles
L'acteur Grégory Gadebois est l'acteur fétiche du réalisateur. Le rôle qui est le sien dans le film fut construit pour lui de l'aveu du réalisateur. Ce dernier aime tourner avec lui, considérant même qu'il « est de ceux qui me font aimer le métier d’acteur ». Éric Besnard cherche à « explorer certaines couleurs de sa palette [d'acteur] », ici, plutôt la danse.
Pour l'attribution du rôle à Lambert Wilson, les choses furent un peu plus complexes. D'abord, le rôle de Vincent à l'origine ne correspondait pas du tout à son rôle final. Au départ, il devait s'agir d'un acteur comique souffrant du syndrome de l'usurpateur. L'écriture du rôle ne satisfaisant pas le cinéaste, il s'y reprit à plusieurs reprises mais manquait d'inspiration. Lorsqu'on lui parla de Lambert Wilson, il réussit à finir l'écriture de son personnage. Après lecture du scénario, le réalisateur donna son accord.

### Tournage
L'essentiel du tournage s'est déroulé en région Auvergne-Rhône-Alpes, entre août et octobre 2021, dans les communes de Saint-François-Longchamp et de Modane, ainsi qu'à Crozet dans le pays de Gex.

## Accueil

### Sortie et promotion
Le film est sorti le 22 février 2023 dans les salles de cinéma françaises. La comédie a pu bénéficier d'un dispositif d'avant-première un peu partout en France, notamment dans la région Auvergne-Rhône-Alpes, lieu d'accueil du tournage.

### Accueil critique
La presse française est globalement positive à l'égard du film, bien qu'elle ne s'y soit pas particulièrement intéressée au moment de sa sortie. Le site Allociné donne une moyenne de 2,7⁄5, après avoir recensé 6 titres de presse.
Pour la rédaction de CNews : « À une époque où tout va très (trop) vite, où les réseaux sociaux deviennent un mode de communication privilégié, et où l’individualisme tend à s’imposer, Eric Besnard propose un film à contre-courant qui prône le retour aux sources et à la contemplation. Et cela fait du bien. ».
Pour Christophe Caron de La Voix du Nord, « Lambert Wilson, le wonder boy hyperactif, et Grégory Gadebois, l’ours des montagnes, apprennent à s’apprivoiser dans cette comédie pas vraiment originale mais qui sait rebattre les cartes au bon moment. ».
La rédaction du Parisien rejoint pour l'essentiel la critique de Christophe Caron : « Le scénario garde quand même quelques trouvailles, chacun n’est pas exactement celui qu’il prétend, mais malgré son décor splendide de monts et de lacs, Les Choses simples, c’est trop simple, et ce film, on l’a déjà vu trop souvent. ».

### Box-office
Pour son premier jour d'exploitation en France, Les Choses simples réalise 38 491 entrées, dont 9 842 en avant-première, pour un total de 1 532 séances proposées. Le long-métrage de comédie est classé second au box-office des nouveautés de la semaine pour leur premier jour, derrière le film de Steven Spielberg The Fabelmans (64 923) et devant la comédie À la belle étoile (13 656).
Au bout d'une première semaine d'exploitation, le long-métrage totalise 222 130 entrées pour une cinquième place au box-office, derrière The Fabelmans (367 332) et devant Sacrées momies (216 969). La semaine suivante, le film est en dernière position du top 10 du box-office français avec 100 998 entrées supplémentaires, derrière la nouveauté The Son (102 272 entrées).
| Pays ou région | Box-office      | Date d'arrêt du box-office | Nombre de semaines |
| -------------- | --------------- | -------------------------- | ------------------ |
| France         | 477 072 entrées | 2 mai 2023                 | 10                 |
| Total mondial  | 3 662 979 $     | -                          | -                  |